# 巴仁乡 (叶城县)
巴仁乡，（ 维吾尔语 ： بارىن يېزىسى ) 是中华人民共和国新疆维吾尔自治区喀什地区叶城县下辖的一个乡镇级行政单位。

## 行政区划
巴仁乡下辖以下地区：
巴什塔尕尔其艾日克村、吐格曼贝希村、阿亚格塔尕尔其艾日克村、代普台尔村、库勒艾日克村、其来克亚村、巴什巴仁村、阿亚格巴仁村、阿恰艾日克村和阿拉萨依干村。